# Lokal TV
Lokal TV je slovenský internetový filmový projekt, původně animovaný sitcom pro dospělé, který se postupně vyvinul v mediální franšízu zahrnující i mnoho jiných seriálů a krátkých filmů. Projekt byl založen Jakubem Kronerem.

## Historie
Projekt vznikl na základě úspěchu studentského filmu z roku 2010 s názvem "LokalTV - Vysoke Tatry". Šlo o animaci vytvořenou ke zvukové stopě rádiové reklamy, v níž účinkoval Marián Čekovský. V této animaci se poprvé objevila postava Pišty Lakatoše, která se ve videích od Lokal TV objevuje dodnes.

### Seriál Lokal TV
Tato animace byla publikována na portál YouTube, kde se stala virálem. Kvůli tomuto úspěchu byl TV JOJ objednán animovaný seriál, v němž by Pišta Lakatoš účinkoval.[zdroj?] Mezi TV JOJ a Inout Studio došlo ke konfliktu po odvysílání prvních několika dílů, protože vystřižené některé pasáže. Šlo zejména o díl Globální oteplování, ve kterém zvláštní záření způsobilo, že lidé se stávají homosexuály a nakonec vybouchnou. Celkem bylo pro tuto sérii vytvořeno 10 epizod, v televizi se však odvysílalo pouze 9 z nich Jakub Kroner byl s okolnostmi produkce pořadu pro TV JOJ nespokojený a na pokračování seriálu se s televizí již nedomluvili.

### Webová produkce
Ukončení spolupráce s TV JOJ vedla Kronera a jeho tým ke kroku publikovat obsah na internet. 1. 12. 2012 byly spuštěny oficiální internetové stránky Lokal TV. Nové animace byly publikovány primárně na něj a na portál YouTube, kde si našly nové publikum. Projekt je proslulý v československé hip-hop komunitě, protože se její tematice často věnuje.[zdroj?]
Produkce Lokal TV nyní obsahuje tyto série:
- Lokal TV (původní seriál pro TV JOJ, nyní umístěný na webové stránky Lokal TV i na oficiální YouTube kanál)
- René Talkshow
- Zoofice
- Gejmer (série livestreamů)
- Lokálne Top Vychytávky
- Lokal HotNews
- LFB
- Pištoviny
- Animoterapia
- Wilhelm & Bob (původně součástí seriálu Lokal TV)
- Odpál Rytmausa
- Dovolenkáris
- Making of (Film o filmu)
- Kapurkova
- Napál Rytmausa
- Robocoti
- Trampoty Pána Menežerisa
- Majstri sveta
- Posledné vety
- Daggson (spolupráce s islandským komiksem Dagsson)
- Odpoj Rytmausa
- A - Tím
- Vojna Rapperov

### LokalFilmis
V roce 2015 vyšel v kinech v Česku a na Slovensku první slovenský animovaný celovečerní film s názvem LokalFilmis. Film se dočkal smíšených reakcí. V roce 2020 byl celý film nahrán na YouTube ke zhlédnutí zdarma.